# حليب أتان
حليب الأتان أو حليب الحمير هو حليب يُفرز من ضرع الأتان (أنثى الحمار). الحليب الذي تنتجه الأتان لإرضاع صغارها كميته قليلة مقارنة بالبقر والماعز، وبالرغم من عدم اعتباره مادة إنتاجية أو تصنيعية هامّة في إنتاج مشتقات اللبن، إلا أن في السنوات الأخيرة بدأت بعض المزارع في أوروبا وأمريكا واليابان إنتاجه بكميات محدودة لأغراض علاجية. 

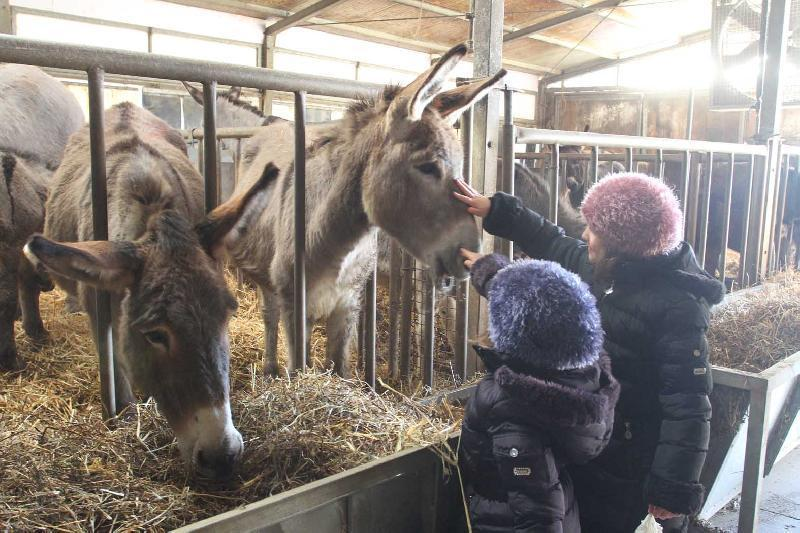
مزرعة لتربية الحمير

## التركيب
| المركب                                | الحمار    | أنثى الحصان | الإنسان   | البقرة    |
| ------------------------------------- | --------- | ----------- | --------- | --------- |
| أس هيدروجيني                          | 7.0 – 7.2 | 7.18        | 7.0 – 7.5 | 6.6 – 6.8 |
| بروتين غرام/100 غرام                  | 1.5 – 1.8 | 1.5 – 2.8   | 0.9 – 1.7 | 3.1 – 3.8 |
| دهن غرام/100 غرام                     | 0.3 – 1.8 | 0.5 – 2.0   | 3.5 – 4.0 | 3.5 – 3.9 |
| لاكتوز غرام/100 غرام                  | 5.8 – 7.4 | 5.8 – 7.0   | 6.3 – 7.0 | 4.4 – 4.9 |
| المادة الصلبة الكلية غرام/100 غرام    | 8.8-11.7  | 9.3-11.6    | 11.7-12.9 | 12.5-13.0 |
| نيتروجين الكازين غرام/100 غرام        | 0.64-1.03 | 0.94-1.2    | 0.32-0.42 | 2.46-2.80 |
| بروتين مصل اللبن غرام/100 غرام        | 0.49-0.80 | 0.74-0.91   | 0.68-0.83 | 0.55-0.70 |
| نيتروجين غير بروتيني غرام/100 غرام    | 0.18-0.41 | 0.17-0.35   | 0.26-0.32 | 0.1-0.19  |
| نيتروجين الكازين (النسبة المئوية)     | 47.28     | 50          | 26.06     | 77.23     |
| بروتين مصل اللبن (النسبة المئوية)     | 36.96     | 38.79       | 53.52     | 17.54     |
| نيتروجين غير بروتيني (النسبة المئوية) | 15.76     | 11.21       | 20.42     | 5.23      |

## الآراء الدينية
تحرّم اليهودية لحم الحمار وحليبه ويعتقدون بنجاسته، بينما تجيز المسيحية أكله وشرب حليبه. أما في الإسلام تحرم المذاهب الشافعية والحنابلة والحنفية لحم الحمير وحليبه ويكره أكله عند المالكية والشيعة. وقالت دار الإفتاء المصرية على موقعها الإلكتروني، إن أكل لحم الحمير جائز مع الكراهة.

## الفوائد
أثبتت دراسات علمية[من؟] أن حليب الحمير مفيد لصحة الجسم، ولا يحتوي أي مواد مضرة بالصحة وهناك دراسات ذهبت أبعد من ذلك بحيث رأت أنه البديل الأفضل لحليب الأم.

## المشتقات
يعتبر جبن الحمير من أغلى الأجبان وأندرها، وتقوم عدة شركات ومزارع بإنتاجه وبيعه.